# Stallmästare

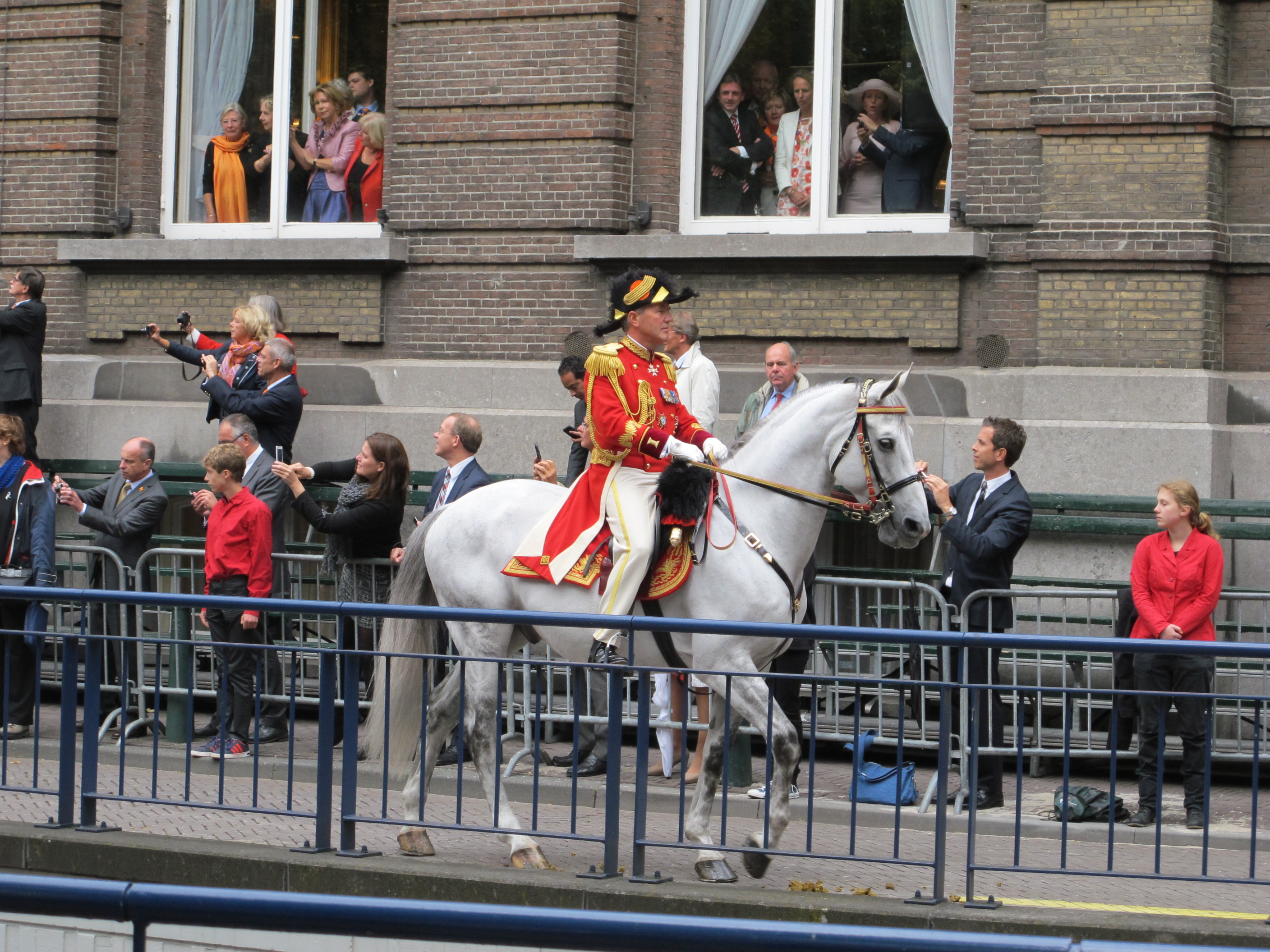
En kunglig stallmästare i Nederländerna

Stallmästare också kallad stallgreve (comes stabuli) är en titel för den som ansvarar för djuren, (oftast hästarna) i ett stall.
Under tidigt 1900-tal var stallmästaren en person som yrkesmässigt sysselsätter sig med hästdressyr, särskilt skolridning. Benämningen användes även för föreståndare av ett större stall.
Stallmästaren hade under 700-talet enligt Lex Alamannorum under sig marskalken, som var ansvarig för ett dussin hästar, och övrig stallpersonal.
En senromersk titel, som i Frankrike kom att utvecklas militärt till Connétable, den högsta militära värdigheten i Frankrike.
Titeln stallmästare förekommer fortfarande i en del hovstall samt på cirkus.
Regementsstallmästare var en vid svenska kavalleri- och artilleriregementen anställd civilmilitär tjänsteman (ofta officer), som omhänderhade utbildningen av regementets remonter och undervisade officerarna och underofficerarna i ridning. Regementsstallmästarbefattningarna avskaffades genom 1892 års härordning.